# Athlétisme aux Jeux sud-américains de 2014
Navigation
Édition précédente Édition suivante
Les épreuves d'athlétisme lors des Jeux sud-américains de 2014 ont eu lieu du 13 au 16 mars 2014 à l'Estadio Nacional de Chile de Santiago, au Chili. 302 athlètes, issus de 14 pays d'Amérique du Sud participent aux 44 épreuves du programme.

## Participation
302 athlètes, issus de 14 pays d'Amérique du Sud participent aux 44 épreuves du programme. Le nombre d'athlètes engagés est indiqué entre parenthèses.
- Argentine (27)
- Aruba (1)
- Bolivie (10)
- Brésil (63)
- Chili (65)
- Colombie (39)
- Équateur (23)
- Guyana (5)
- Panama (8)
- Paraguay (6)
- Pérou (11)
- Suriname (5)
- Uruguay (7)
- Venezuela (32)

## Résultats

### Hommes
| Épreuves | Or | Argent                                                                             | Bronze                                                                            |
| --- | --- | ---------------------------------------------------------------------------------- | --------------------------------------------------------------------------------- |
| 100 m | Alonso Edward 10 s 23 (CR)                                                                            | Jefferson Lucindo 10 s 30                                                          | Álex Quiñónez 10 s 39                                                             |
| 200 m | Aldemir da Silva Júnior 20 s 32 (CR, PB)                                                              | Álex Quiñónez 20 s 66                                                              | Arturo Ramírez 20 s 67                                                            |
| 400 m | Anderson Henriques 45 s 03 (CR)                                                                       | Hugo de Sousa 45 s 09 (PB)                                                         | Freddy Mezones 45 s 86                                                            |
| 800 m | Kléberson Davide 1 min 45 s 30 (CR)                                                                   | Rafith Rodríguez 1 min 45 s 39                                                     | Lutimar Paes 1 min 47 s 52                                                        |
| 1 500 m | Federico Bruno 3 min 39 s 96 (CR, PB)                                                                 | Iván López 3 min 42 s 62                                                           | Rafith Rodríguez 3 min 42 s 75 (NR)                                               |
| 5 000 m | Víctor Aravena 14 min 6 s 02                                                                          | Joilson da Silva 14 min 7 s 77                                                     | Javier Carriqueo 14 min 11 s 41                                                   |
| 10 000 m | Bayron Piedra 28 min 48 s 31 (CR)                                                                     | Giovani dos Santos 28 min 53 s 90                                                  | Diego Colorado 29 min 10 s 75                                                     |
| 110 m haies | Javier McFarlane 13 s 77 (PB)                                                                         | Jonatha Mendes 13 s 81                                                             | Jorge McFarlane 13 s 83                                                           |
| 400 m haies | Andrés Silva 49 s 57 (CR)                                                                             | Lucirio Garrido 49 s 66 (PB)                                                       | Mahau Suguimati 50 s 47                                                           |
| 3 000 m steeple | José Gregorio Peña 8 min 36 s 81 (CR)                                                                 | Gerar Giraldo 8 min 45 s 96                                                        | Mariano Mastromarino 8 min 48 s 11                                                |
| 20 000 m marche | Eider Arévalo 1 h 22 min 11 s 1 (CR)                                                                  | José Montaña 1 h 22 min 14 s 1                                                     | Mauricio Arteaga 1 h 23 min 19 s 3                                                |
| Relais 4 × 100 m | Brésil Ailson da Silva Feitosa Jefferson Lucindo Aldemir da Silva Junior Bruno de Barros 38 s 90 (CR) | Venezuela Dubeiker Cedeño Arturo Ramírez Álvaro Cassiani Jermaine Chirinos 39 s 85 | Colombie Yeison Rivas Vladimir Valencia Daniel Grueso Jorge Luis Renteria 40 s 26 |
| Relais 4 × 400 m | Brésil Hugo de Sousa Kléberson Davide Ailson da Silva Feitosa Anderson Henriques 3 min 3 s 94 (CR)    | Venezuela Noel Campos Arturo Ramírez José Meléndez Freddy Mezones 3 min 4 s 17     | Colombie Jhon Perlaza Jhon Sinisterra Carlos Lemos Rafith Rodríguez 3 min 10 s 15 |
| Saut en hauteur | Eure Yáñez 2,21 m                                                                                     | Arturo Chávez 2,18 m                                                               | Carlos Layoy Rafael Uchona dos Santos 2,18 m                                      |
| Saut à la perche | Augusto Dutra de Oliveira 5,40 m                                                                      | Germán Chiaraviglio 5,35 m                                                         | Gonzalo Barroilhet 5,20 m                                                         |
| Saut en longueur | Irving Saladino 8,16 m (CR)                                                                           | Emiliano Lasa 7,94 m                                                               | Mauro Vinícius da Silva 7,88 m                                                    |
| Triple saut | Jonathan Henrique Silva 16,51 m (CR)                                                                  | Jefferson Sabino 16,44 m                                                           | Jhon Murillo 16,27 m                                                              |
| Lancer du poids | Germán Lauro 20,70 m (CR)                                                                             | Darlan Romani 19,96 m                                                              | Aldo González 18,15 m                                                             |
| Lancer du disque | Mauricio Ortega 59,95 m (CR, NR)                                                                      | Ronald Julião 59,12 m                                                              | Germán Lauro 58,36 m                                                              |
| Lancer du javelot | Víctor Fatecha 76,09 m                                                                                | Júlio César de Oliveira 75,98 m                                                    | Jaime Márquez 75,11 m                                                             |
| Lancer du marteau | Wagner Domingos 70,62 m                                                                               | Roberto Sáez 67,38 m                                                               | Juan Ignacio Cerra 66,34 m                                                        |
| Décathlon | Luiz Alberto de Araújo 7 733 pts (CR)                                                                 | Gonzalo Barroilhet 7 617 pts                                                       | Guillermo Ruggeri 7 298 pts (PB)                                                  |
| Records et Performances - AR : Record continental (area record) - CR : Record des championnats (championship record) - MR : Record du meeting (meet record) - NR : Record national (national record) - OR : Record olympique (olympic record) - PR : Record paralympique (paralympic record) - PB : Record personnel (personal best) - SB : Meilleure performance personnelle de la saison (season's best) - WL : Meilleure performance mondiale de l'année (world leader) - WJR : Record du monde junior (world junior record) - WR : Record du monde (world record) Circonstances et Conditions - DNF : N'a pas terminé (did not finish) - DNS : N'a pas pris le départ (did not start) - DQ : Disqualification (disqualification) - NM : Aucun essai valable enregistré (No Mark) - Q : Qualifié « directement » au prochain tour (ou à la prochaine compétition), lors d'une compétition majeure, grâce au classement ou à la réalisation des minima (automatic qualifier) - q : Qualifié au prochain tour (ou à la prochaine compétition), lors d'une compétition majeure, grâce au repêchage ou à la réalisation de l'une des meilleures performances parmi celles des « non qualifiés directement » (grâce au meilleur temps ou à la meilleure distance par exemple) (secondary qualifier) | |                                                                                    |                                                                                   |

### Femmes
| Épreuves | Or                                                                                       | Argent                                                                                     | Bronze                                                                                |
| --- | ---------------------------------------------------------------------------------------- | ------------------------------------------------------------------------------------------ | ------------------------------------------------------------------------------------- |
| 100 m | María Alejandra Idrobo 11 s 62                                                           | Ángela Tenorio 11 s 64                                                                     | Franciela Krasucki 11 s 67                                                            |
| 200 m | Nercely Soto 23 s 25 (PB)                                                                | Ángela Tenorio 23 s 66                                                                     | Érika Chávez 23 s 72                                                                  |
| 400 m | Geisa Coutinho 51 s 81                                                                   | Nercely Soto 52 s 30                                                                       | Joelma Sousa 52 s 75                                                                  |
| 800 m | Déborah Rodríguez 2 min 06 s 62                                                          | Mariana Borelli 2 min 07 s 57 (PB)                                                         | Christiane Ritz dos Santos 2 min 07 s 96                                              |
| 1 500 m | Muriel Coneo 4 min 15 s 66 (CR)                                                          | Andrea Ferris 4 min 20 s 81                                                                | Tatiana de Souza Araújo 4 min 24 s 59                                                 |
| 5 000 m | Inés Melchor 15 min 51 s 20 (CR)                                                         | Tatiele de Carvalho 16 min 04 s 70 (SB)                                                    | María de los Ángeles Peralta 16 min 15 s 01                                           |
| 10 000 m | Inés Melchor 33 min 10 s 06 (CR)                                                         | Wilma Arizapana 33 min 26 s 84                                                             | Tatiele de Carvalho 33 min 39 s 93                                                    |
| 3 000 m steeple | Muriel Coneo 10 min 05 s 02 (CR)                                                         | Ángela Figueroa 10 min 07 s 02                                                             | Cinthya Paucar 10 min 17 s 64                                                         |
| 100 m haies | Yvette Lewis 13 s 11 (CR)                                                                | Lina Flórez 13 s 29                                                                        | Briggite Merlano 13 s 30                                                              |
| 400 m haies | Déborah Rodríguez 56 s 60 (NR)                                                           | Javiera Errázuriz 57 s 83                                                                  | Liliane Fernandes 59 s 51                                                             |
| 20 000 m marche | Sandra Arenas 1 h 31 min 46 s 9 (AR, CR)                                                 | Sandra Galvis 1 h 34 min 04 s 4                                                            | Érica Rocha de Sena 1 h 36 min 37 s 3                                                 |
| Relais 4 × 100 m | Venezuela Lexabeth Hidalgo Wilmary Álvarez Nelsibeth Villalobos Nercely Soto 45 s 08     | Chili Josefina Gutiérrez Isidora Jiménez Fernanda Mackenna Daniela Riderelli 45 s 09 (NR)  | Colombie Lina Flórez María Alejandra Idrobo Yenifer Padilla Eliecith Palacios 45 s 13 |
| Relais 4 × 400 m | Brésil Joelma Sousa Wanessa Zavolski Liliane Fernandes Geisa Coutinho 3 min 35 s 07 (CR) | Colombie María Alejandra Idrobo Yadira Moreno Yenifer Padilla Evelis Aguilar 3 min 35 s 96 | Chili Isidora Jiménez Paula Goñi Javiera Errázuriz Fernanda Mackenna 3 min 37 s 42    |
| Saut en hauteur | Yulimar Rojas 1,79 m                                                                     | Kashani Ríos 1,76 m                                                                        | Guillercy González 1,76 m                                                             |
| Saut à la perche | Fabiana Murer 4,40 m (CR)                                                                | Robeilys Peinado 4,20 m                                                                    | Karla Rosa da Silva 4,10 m                                                            |
| Saut en longueur | Keila da Silva Costa 6,35 m                                                              | Jéssica Carolina dos Reis 6,32 m                                                           | Yuliana Angulo 6,10 m SB                                                              |
| Triple saut | Keila da Silva Costa 13,65 m                                                             | Gisele de Oliveira 13,08 m                                                                 | Silvana Segura 13,07 m                                                                |
| Lancer du poids | Natalia Ducó 18,07 m (CR)                                                                | Ahymará Espinoza 17,63 m (PB)                                                              | Sandra Lemos 17,20 m                                                                  |
| Lancer du disque | Karen Gallardo 59,65 m (CR)                                                              | Rocío Comba 59,29 m                                                                        | Fernanda Raquel Borges 56,08 m                                                        |
| Lancer du marteau | Rosa Rodríguez 68,61 m (CR)                                                              | Jennifer Dahlgren 67,94 m                                                                  | Eli Johana Moreno 65,58 m                                                             |
| Lancer du javelot | Flor Denis Ruíz 60,59 m (CR)                                                             | Jucilene de Lima 60,17 m                                                                   | Laila Ferrer 57,11 m                                                                  |
| Heptathlon | Ana Camila Pirelli 5 669 pts (CR)                                                        | Fiorella Chiappe 5 568 pts (PB)                                                            | Guillercy González 5 509 pts (PB)                                                     |
| Records et Performances - AR : Record continental (area record) - CR : Record des championnats (championship record) - MR : Record du meeting (meet record) - NR : Record national (national record) - OR : Record olympique (olympic record) - PR : Record paralympique (paralympic record) - PB : Record personnel (personal best) - SB : Meilleure performance personnelle de la saison (season's best) - WL : Meilleure performance mondiale de l'année (world leader) - WJR : Record du monde junior (world junior record) - WR : Record du monde (world record) Circonstances et Conditions - DNF : N'a pas terminé (did not finish) - DNS : N'a pas pris le départ (did not start) - DQ : Disqualification (disqualification) - NM : Aucun essai valable enregistré (No Mark) - Q : Qualifié « directement » au prochain tour (ou à la prochaine compétition), lors d'une compétition majeure, grâce au classement ou à la réalisation des minima (automatic qualifier) - q : Qualifié au prochain tour (ou à la prochaine compétition), lors d'une compétition majeure, grâce au repêchage ou à la réalisation de l'une des meilleures performances parmi celles des « non qualifiés directement » (grâce au meilleur temps ou à la meilleure distance par exemple) (secondary qualifier) |                                                                                          |                                                                                            |                                                                                       |

## Tableau des médailles
- Pays hôte

| Rang | Nation    | Or | Argent | Bronze | Total |
| ---- | --------- | -- | ------ | ------ | ----- |
| 1    | Brésil    | 14 | 13     | 14     | 41    |
| 2    | Colombie  | 7  | 7      | 10     | 24    |
| 3    | Venezuela | 6  | 6      | 4      | 16    |
| 4    | Chili     | 3  | 5      | 2      | 10    |
| 5    | Pérou     | 3  | 2      | 3      | 8     |
| 6    | Panama    | 3  | 2      | 0      | 5     |
| 7    | Uruguay   | 3  | 1      | 0      | 4     |
| 8    | Argentine | 2  | 5      | 7      | 14    |
| 9    | Paraguay  | 2  | 0      | 0      | 2     |
| 10   | Équateur  | 1  | 3      | 4      | 8     |
| 11   | Bolivie   | 0  | 0      | 1      | 1     |